# Le Martyre de saint Pierre (Michel-Ange)
Pour les articles homonymes, voir Le Martyre de saint Pierre.
 Le Martyre de saint Pierre ou La Crucifiement de saint Pierre, est une fresque réalisée vers 1546-1550 par l'artiste de la Renaissance italienne Michel-Ange. Elle se trouve dans la Chapelle Pauline du palais du Vatican à Rome. C'est la dernière fresque exécutée par Michel-Ange et a été commandée par le pape Paul III.
L'artiste a représenté saint Pierre au moment où il est élevé sur la croix par les soldats romains. 

## Histoire
Avant même que Michel-Ange termine le Jugement dernier dans la Chapelle Sixtine, et malgré les réactions virulentes qu'il suscite, Paul III lui propose une nouvelle mission, cette fois plus étroitement liée à son nom. Entre 1537 et 1540, le pape a en effet construit une chapelle palatine dans le palais apostolique sur les fondations d'une chapelle précédente, la cappella parva (petite chapelle), et souhaite que l'artiste la décore de fresques associées au dédicataire de la chapelle, ainsi qu'au diocèse de Rome, respectivement les saints Paul et Pierre. 
Les premiers paiements attestent que les travaux débutent en octobre ou novembre 1542 ; Michel-Ange travaille plus lentement que sur les grandes fresques de la Chapelle Sixtine à cause de l'âge et des maladies. En 1544, il souffre d'une grave maladie qui l'oblige à suspendre les travaux. La première des deux fresques, La Conversion de saint Paul, devait être terminée le 12 juillet 1545 et le 10 août, le mur de l'autre fresque, la Crucifiement de saint Pierre, est déjà préparé. Cette année-là, un incendie éclate dans la chapelle, retardant encore les travaux ; Michel-Ange tombe malade de nouveau en 1546. Le  Crucifiement est suffisamment avancée pour que Paul III puisse la visiter le 13 octobre 1549. À sa mort en novembre 1549, elle n'est pas encore terminée et il faut attendre au moins jusqu'en mars 1550 pour la voir achevée. Peut-être Paul III avait-il l'intention de confier également à Michel-Ange la décoration des autres murs, mais le nouveau pontife ne renouvelle pas la commission à l'artiste alors âgé de soixante-quinze ans ; les murs sont décorés pendant le pontificat de Grégoire XIII par Lorenzo Sabatini et Federico Zuccari avec d'autres récits de la vie des deux saints. La fresque est située sur le mur oriental de la chapelle Pauline, là où les cardinaux ont toujours tenu leurs élections pour un nouveau pape.
Les fresques de Michel-Ange ont subi quelques restaurations mineures : en 1933-1934, on a constaté qu'il s'agissait en grande partie d'autographes de Michel-Ange, qui était habitué à travailler sans assistants, avec seulement quelques interventions « moralisatrices » après la Contre-Réforme sur les draperies qui recouvraient une partie de la nudité des anges et avec quelques repeints à la détrempe, peu étendus, notamment sur les zones de paysage. Une partie de ces repeints a été supprimée lors de cette restauration.
La restauration la plus importante des œuvres, qui a restitué les couleurs délicates, a été achevée en 2009.

## Sujet

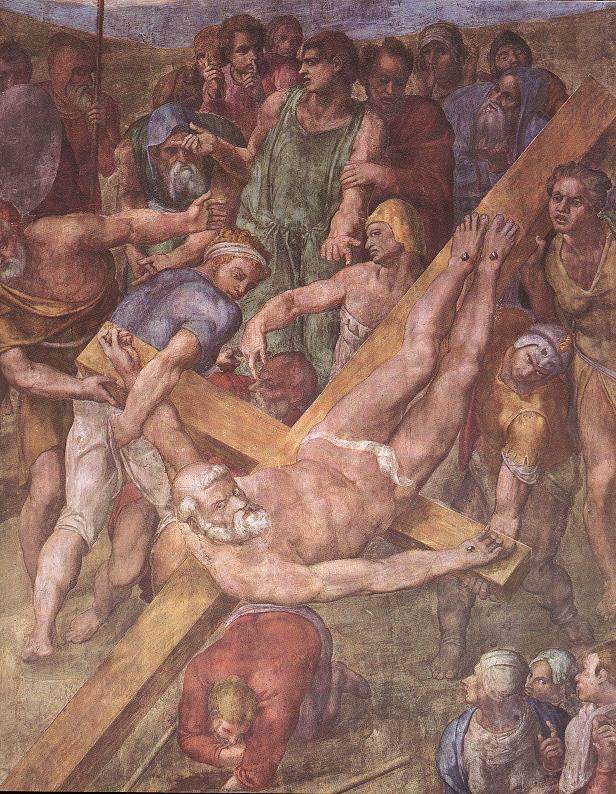
Détail.

La fresque représente le martyre de saint Pierre, son crucifiement la tête en bas, par les soldats de l'Empire romain.
Saint Pierre est connu par ses nombreux attributs, comme « Rocher de l’Église », « Premier Vicaire du Christ » ou premier pape. Ces attributs ont fait de lui le sujet de nombreuses œuvres d'art au Vatican. Saint Pierre est représenté recevant les clés du Royaume de Dieu du Christ sur le mur de la chapelle Sixtine dans La Remise des clefs à saint Pierre du Pérugin. Le pape Paul III charge Michel-Ange de peindre une autre fresque de saint Pierre vers 1545. Contrairement aux thèmes du pouvoir et de la gloire décrits par Le Pérugin, Michel-Ange choisit de peindre un moment beaucoup plus sombre de la vie du saint. Le statut de saint Pierre en tant que martyr majeur ne tient pas seulement au fait qu'il fut le « Premier Vicaire du Christ », mais aussi au fait qu'il fut, comme le Christ, crucifié. Bien que sa demande finale ne soit pas mentionnée dans le Nouveau Testament canonique, on croyait généralement en raison du texte apocryphe connu sous le nom d'Actes de Pierre qu'il exigea : « Crucifiez-moi la tête en bas, car je ne suis pas digne de mourir comme mon maître est mort. »
L'œuvre représente le moment précédant immédiatement le martyre de saint Pierre, lorsque, déjà renversé et cloué sur la croix, il est sur le point d'être hissé. L'épisode n'est pas mentionné dans les Actes des Apôtres, mais dérive de La Légende dorée, au moment où le saint crucifié la tête en bas par humilité, tourne la tête vers le haut, dans un dernier geste émouvant de vie adressé au spectateur.

## Description et style

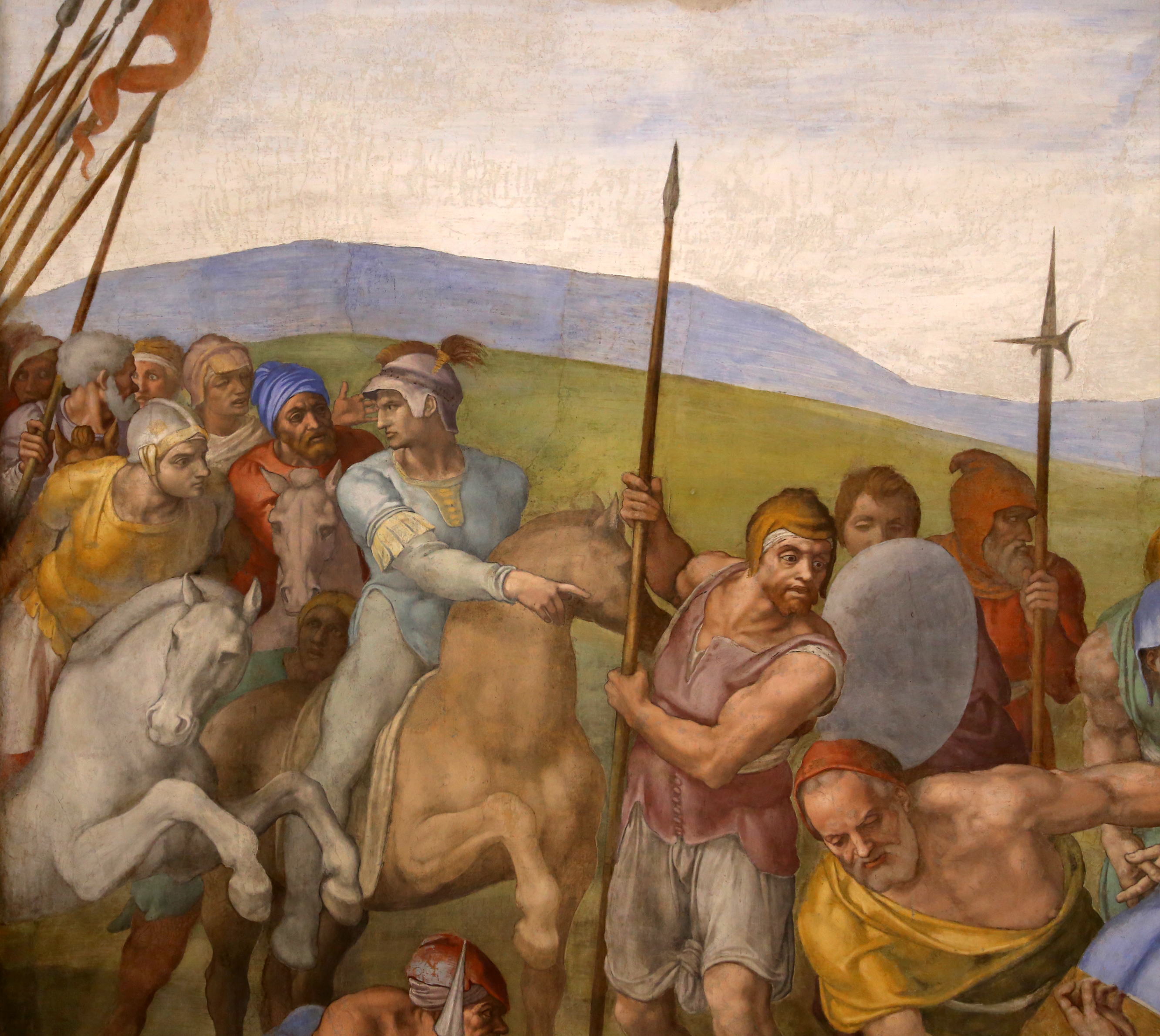
Détail.

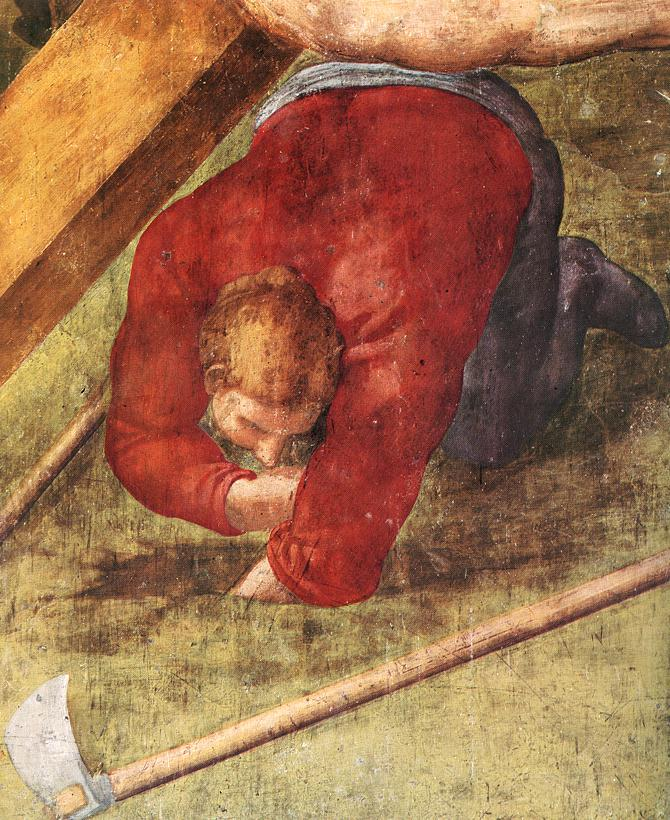
Détail.

Dans la tradition iconographique de l'époque, la scène du martyre de Pierre adhère strictement au récit des événements : la croix plantée à l'envers avec le corps de Pierre est représentée au centre du tableau, des éléments font référence à Rome, lieu de l'événement, comme la Meta Romuli ou l'obélisque du Vatican. Michel-Ange rompt radicalement avec cette tradition : la croix n'est pas encore érigée, il n'existe aucun signe permettant de situer géographiquement l'événement. Il estime pouvoir se passer de la référence à la topographie antique de Rome. Il rend la scène encore plus dynamique en représentant la croix qui traverse tout le champ figuratif dans une position fortement diagonale. Pierre, étendu sur la croix, lève vigoureusement la tête et tourne son regard vers l'observateur : il regarde vers la porte de la chapelle, par où doit entrer le Pape, et semble presque lui dire de se souvenir de son rôle, celui de son successeur. Le tableau ne représente pas une véritable crucifixion, mais une offrande, puisque saint Pierre s'offre spontanément, de même que Michel-Ange ne représente pas ses mains et ses pieds percés de clous : la récente restauration a montré qu'ils ont été ajoutés plus tard. De plus, Pierre n’a aucune blessure sur le corps. Michel-Ange a concentré son attention sur la représentation de la douleur et de la souffrance. Les visages des personnes présentes sont clairement affligés.
La toile de fond de la scène est un arrière-plan montagneux peu élaboré. Michel-Ange n'a pas rendu ce contexte de manière très détaillée. Vasari déclare : « Il n’y a aucun paysage à voir dans ces scènes, ni aucun arbre, bâtiment ou autre embellissement et variation. » Les montagnes sont peintes dans une légère teinte bleue, ce qui vise peut-être à augmenter la profondeur de champ grâce à la perspective aérienne. La terre représentée au milieu et au premier plan est d'un vert-jaune pâle qui est par endroits plutôt d'une couleur ocre jaune. Les seuls véritables éléments verticaux du tableau sont les personnages, qui occupent la majeure partie du premier plan. De nombreux groupes de personnes entourent une seule grande figure centrale montée sur une croix qui constitue l'attribut formel le plus impressionnant de ce tableau qui, outre sa taille considérable, est son élément central de composition. Contrairement aux nombreuses représentations antérieures du martyre de Pierre, celle-ci représente la levée de la croix, le moment précédant le véritable début du crucifiement.
L'angle de la croix dynamise la composition et crée de l'énergie dans ce qui pourrait autrement être une image statique. La forte diagonale crée un motif visuel cyclique que les yeux doivent suivre. Si l'on lit le tableau de gauche à droite, les personnages montant les marches en bas à gauche conduisent le regard vers un groupe de personnages à cheval. Ils dirigent le regard vers le groupe de personnes situé dans le coin supérieur droit, qui mène à son tour à une extrémité de la croix. L'autre extrémité de la croix montre à nouveau les hommes qui montent les marches. Michel-Ange crée également de nombreuses diagonales fortes avec le placement de ses personnages et l'extension de leurs bras et de leurs jambes vers un point central de convergence. La position du corps de saint Pierre dans cette œuvre est souvent considérée comme l'innovation la plus intéressante de Michel-Ange. Il défie les conventions en plaçant le haut du corps de Pierre de manière qu'il doive se lever vers le haut et tordre son cou pour établir un contact visuel avec le regard du spectateur, loin des visages peints des derniers instants d’innombrables martyrs, qui ont typiquement un regard passif et vers le haut.

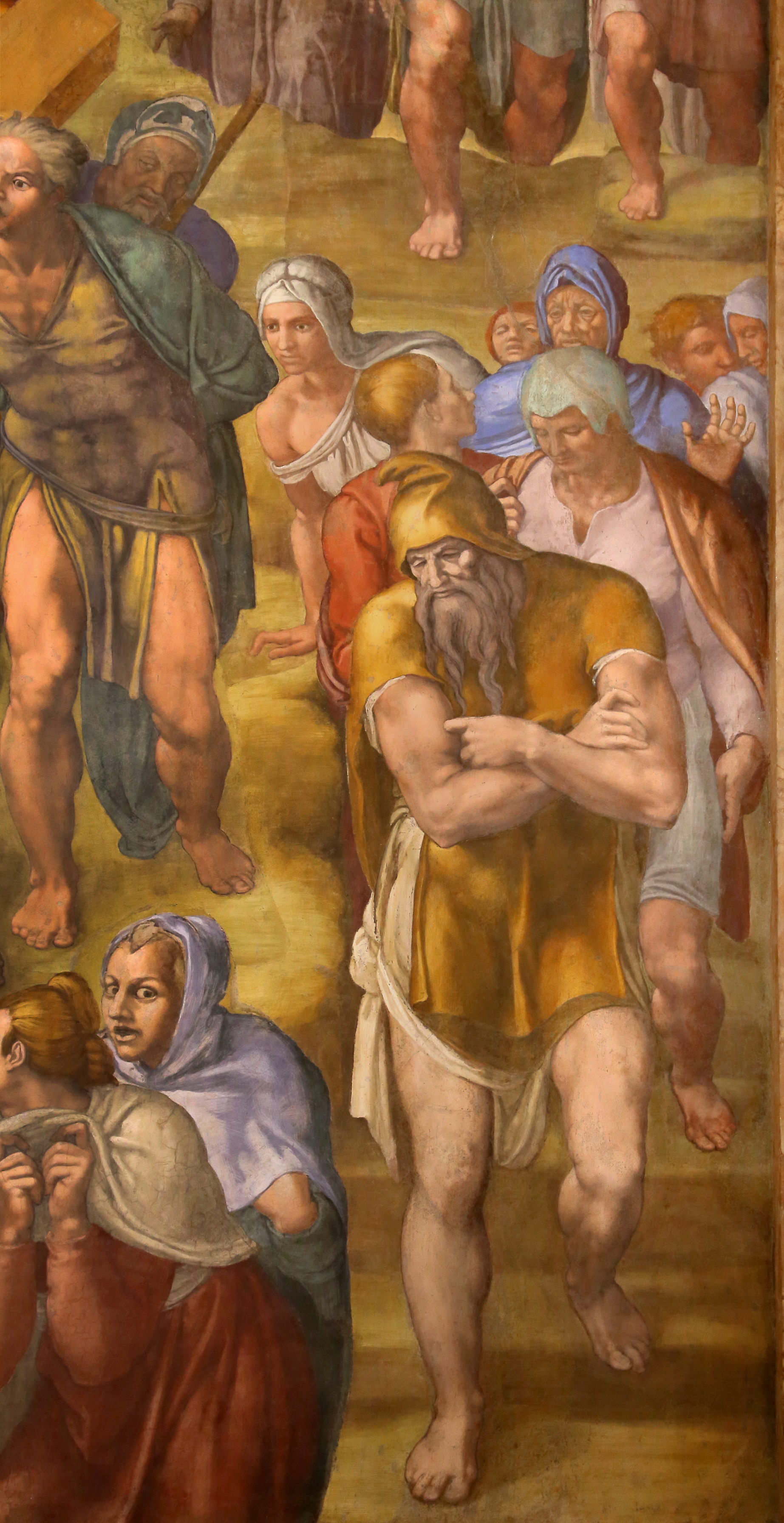
Détail avec le pèlerin du bord droit.

Contrairement à la Conversion, dans le Crucifiement, le divin est totalement absent, Pierre apparaissant isolé et seul devant le drame du supplice. Le paysage désolé, l'horizon élevé, le ciel plombé contribuent aussi à ce sentiment d'étonnement. Les lignes de force de la composition conduisent le regard du spectateur vers la tête de Pierre, avec un schéma innovant qui évite la traditionnelle crucifixion à l'envers, dans laquelle il est difficile de maintenir l'attention en perspective sur le protagoniste. Giotto par exemple, dans le Triptyque Stefaneschi, avait résolu le problème en élevant la croix jusqu'à ce que le visage de l'apôtre soit au même niveau que celui des spectateurs. Michel-Ange, en revanche, en choisissant le moment précédant la crucifixion proprement dite, a su utiliser une disposition transversale, également aidée par la pente du terrain, donnant une importance maximale au protagoniste.
La composition n'est plus guidée par les principes de la perspective de la Renaissance, mais les personnages apparaissent juxtaposés et disposés sans réelle profondeur, presque suspendus au-dessus de rien, comme les personnages qui surgissent au milieu du cadre sur le droite. Le spectateur se retrouve ainsi au centre de multiples points de fuite comme s'il était entouré « à l'intérieur » de la scène.
Les couleurs sont douces et atténuées, pleinement révélées lors de la dernière restauration. Certaines figures massives et compactes font référence aux maîtres de Michel-Ange, comme Masaccio, notamment l'homme accroupi creusant le trou pour installer la croix.
La restauration de la fresque achevée en 2009 a révélé une figure qui serait un autoportrait de Michel-Ange lui-même, le personnage se tenant debout dans le coin supérieur gauche de la fresque, vêtu d'une tunique rouge et d'un turban bleu : les sculpteurs de la Renaissance portaient souvent des turbans bleus pour protéger leurs cheveux de la poussière.
Michel-Ange est encore identifié comme le personnage dit du pèlerin, près du bord droit. Dans ses dernières fresques et sculptures, Michel-Ange a pris à plusieurs reprises pour thème sa personne et sa religiosité, dans une mesure inédite jusqu'alors.

## Critiques

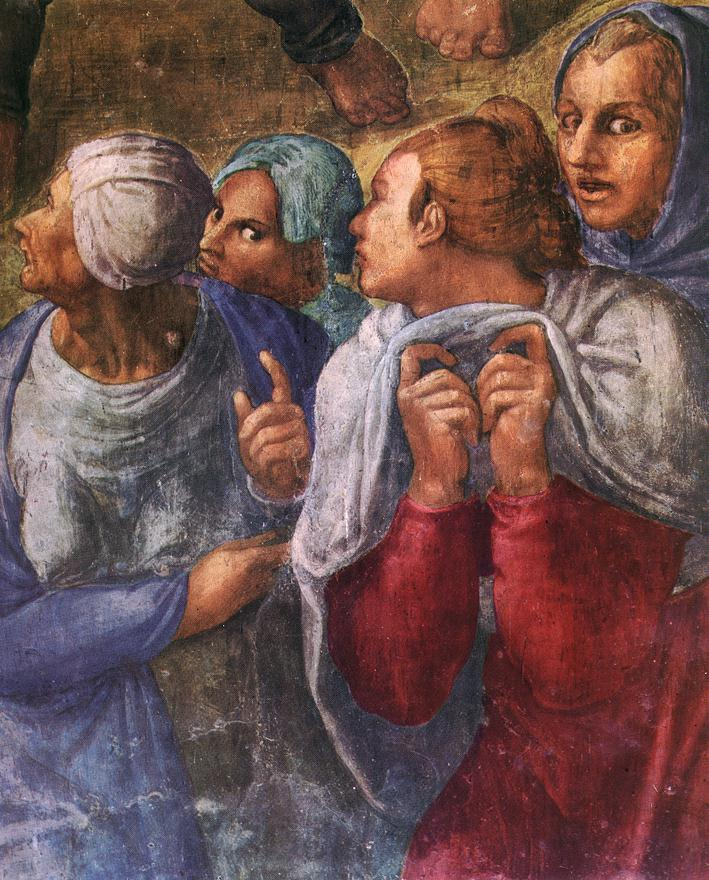
Détail.

Cette fresque, tout comme l'autre fresque de Michel-Ange dans la chapelle, La Conversion de saint Paul, a d’abord été tournée en dérision dès son inauguration. La plupart des critiques portent sur ce qui est considéré comme un mépris flagrant des proportions. Certains attribuent l'échec de ces fresques à l'âge avancé de l'artiste et à sa santé déclinante. Plus tard, des érudits ont attribué la nature disproportionnée des figures à la recherche active de la technique maniériste de Michel-Ange. Steinberg réfute ces affirmations en avançant le fait que les figures trapues et musclées caractéristiques de cette œuvre ne coïncident pas avec le type de corps idéal et souple préféré par les maniéristes. Yael Even affirme que Michel-Ange est même allé jusqu'à imprégner les figures féminines en deuil présentes dans le tableau d'une qualité plus masculine.

## Analyse
Ces fresques ont été largement ignorées pendant des siècles et ont subi de nombreux dégâts dus à la négligence. Au début du XXe siècle, certains érudits les ont reconsidérées sous la nouvelle lumière de l'expressionnisme et de l'abstraction. Elles ont été restaurées en 1934 en raison de ce nouvel intérêt et de l'appréciation ultérieure des peintures. Ce n’est qu'à la fin des années 1980 que William Wallace propose une perspective entièrement nouvelle sur le sujet. Il affirme que la qualité disproportionnée des personnages n'est pas un défaut de Michel-Ange, mais plutôt un autre exemple de son génie : dans ce cas particulier, Michel-Ange utilise la proportion afin de compenser certains écarts causés par des perspectives différentes ; il a conçu les fresques en fonction de ce que le spectateur verrait au sol plutôt que de la vue frontale « idéale » que la plupart des gens voient sur les photographies ou les reproductions. Cette propension de Michel-Ange à manipuler les proportions pour des raisons de perspective ou d’effets d’agrandissement est connue. Il a notamment employé ces méthodes avec la statue de Moïse qu'il a sculptée pour le Tombeau de Jules II.

### Temps et espace
Selon Wallace, la véritable innovation de cette œuvre vient de l'incorporation du temps et de l'espace dans la composition globale des fresques. Il postule que Michel-Ange en a conçu la composition avec l'idée qu'elles seraient vues lorsque l'on marche dans l'allée centrale de l'étroite chapelle de manière processionnelle. L'aspect des deux fresques change considérablement au fur et à mesure que l'on marche d'un bout à l'autre de la chapelle.
Le point de discorde le plus fréquent dans le cas du La Crucifiement de saint Pierre est la représentation excessivement grande de Pierre lui-même. Si Pierre est grossièrement disproportionné par rapport à la vue frontale « idéale », il est parfaitement proportionné et, plus important encore, toujours visible, de tous les autres points de vue.

### Contexte architectural et environnement

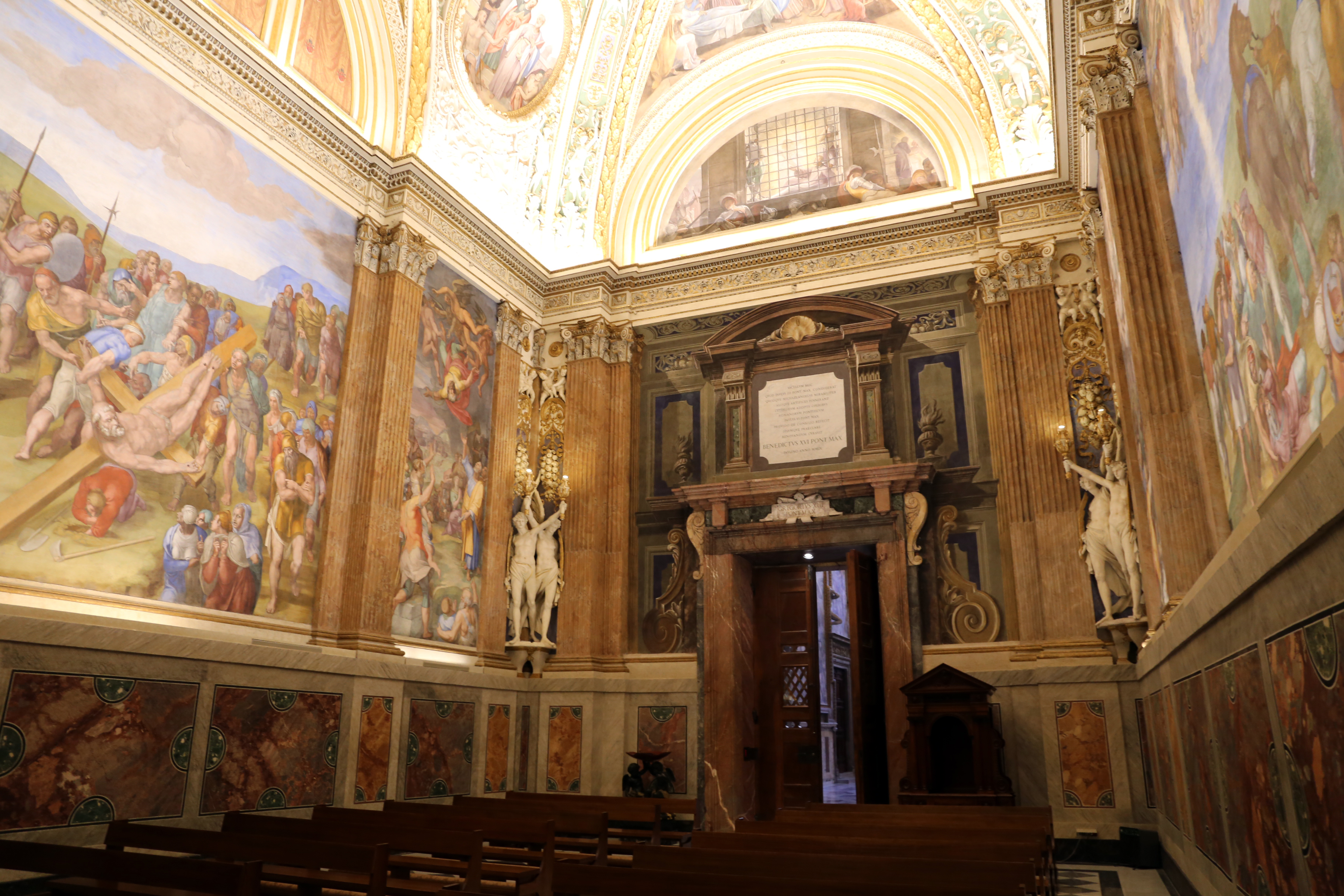
Chapelle Pauline avec Le Martyre de saint Pierre à gauche et La Conversion de saint Paul en face à droite.

Wallace affirme qu'en plus de concevoir ces fresques en termes de perspective, Michel-Ange a également pris en considération le contexte architectural et environnemental dans lequel elles devaient s'inscrire. La Conversion de saint Paul est souvent considérée en conjonction avec Le Crucifiement de saint Pierre, les deux fresques ayant été commandées ensemble, mais cela peut également être attribué à la façon dont les deux ouvrages ont été créés comme des reflets l'un de l'autre. 
La mise en regard de La Conversion de saint Paul avec Le Crucifiement de saint Pierre répond à un schéma traditionnel et correspond au projet initial comme aux exigences fonctionnelles et cérémonielles de la chapelle Pauline, qui sert de chapelle du Conclave et du Saint-Sacrement, où est conservée l'hostie consacrée. La présence de celle-ci, et donc la présence du Christ pendant l'élection du pape, selon l'Église catholique confère une légitimité particulière à cette élection, que les fresques illustrant la Passion du Christ soulignent. De fait, le sujet des fresques choisi par Paul III marque une rupture significative avec la tradition iconographique. La figure de Pierre s'y impose en tant que figure d'identification pontificale par excellence. Par ailleurs, le manuel des jeunes prêtres le plus répandu au Moyen Âge, le Rationale divinorum officiorum de Guillaume V Durand, préconise de placer à la droite du Christ, donc à la droite de l'autel, des peintures représentant les histoires de la vie saint Paul, et à gauche, les histoires de la vie de saint pierre. 
Dans le Livre des Actes, Paul déclare qu’il a vu une lumière incroyablement brillante et qu’il a entendu la voix du Christ lui-même. La lumière aveuglante est le point culminant de cette histoire ; c'est pour cette raison que Michel-Ange choisit de situer ce tableau sur le mur occidental avec l'exposition est, afin que la lunette située au-dessus du Crucifiement de saint Pierre fournisse une lumière vive pour l'éclairer tout au long de la journée. À l’inverse, Le Crucifiement de saint Pierre étant une histoire beaucoup plus sombre, elle est située sur le mur est qui fait face à l’ouest. En raison de l'obstruction provoquée par un bâtiment adjacent, cette fresque n'est éclairée que pendant une durée très limitée en toute fin de journée. Certains pensent que c’est en partie la raison pour laquelle cette question a été négligée pendant si longtemps. Wallace propose que Michel-Ange ait voulu utiliser cette obscurité contrastée pour souligner la sévérité du sujet.

### Regards
Pour Daniel Arasse, cette œuvre constitue un entrelacs tragique de regards. Le regard de saint Pierre est comme une accusation lancée à son successeur, spectateur dévot qui n'assume pas pleinement la mission héroïque qui lui est confiée. Une femme redouble cet appel vers le spectateur. L'image dans son ensemble est faite d'îlots et de blocs spatiaux juxtaposés, où seul le regard peut imposer la dimension spirituelle. Dans la chapelle pauline, Michel-Ange réaffirme ainsi l'importance de la question spirituelle. 

## Carton

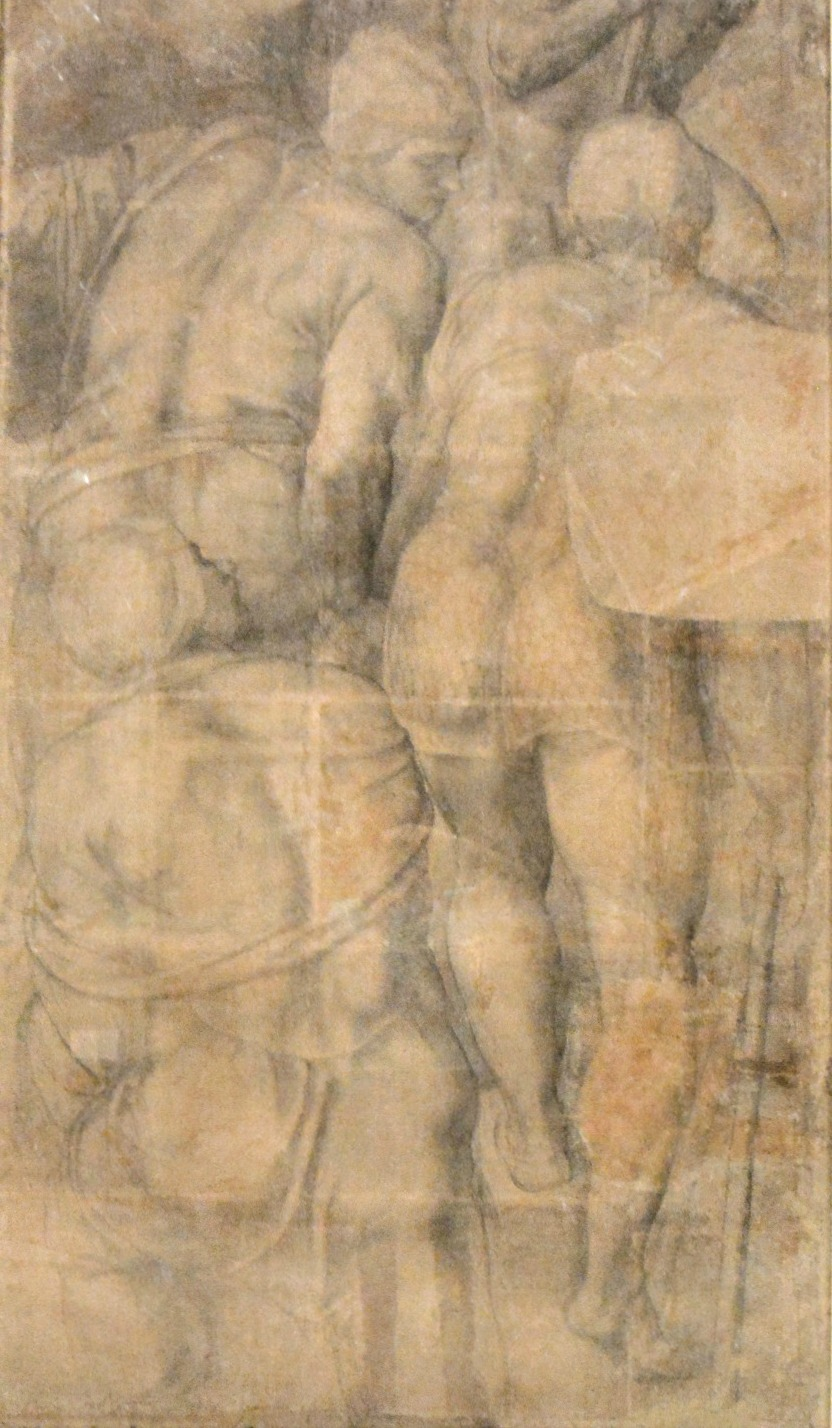
Groupe de soldats, pierre noire, fusain, rehauts blancs, musée de Capodimonte.

Un carton du Crucifiement de saint Pierre est conservé au musée de Capodimonte à Naples, composé de dix-neuf feuilles collées sur toile (263 × 156 cm), endommagées à plusieurs endroits. Il est le seul carton préparatoire à une œuvre dont Michel-Ange a lui-même assumé l'exécution qui nous soit parvenu.
Ce carton est exactement aux mesures de la peinture ; il correspond à l'angle inférieur gauche de celle-ci ; les têtes des deux figures de l'arrière-plan n'apparaissent pas. Il comporte des repentirs, notamment dans la position de la lance du soldat de droite.
Les contours ont été piqués pour le report sur un carton de substitution qui a été reporté au spolvero sur la fresque. Une partie de ce carton de substitution a permis de combler une lacune dans le carton qui a été conservé. Ce carton comporte quatorze giornate et ne comporte aucune trace de découpage suivant le contour des figures. Il répond aux caractéristiques d'un ben finito cartone.